# Templo de la Victoria de Caracalla
El templo de la Victoria de Caracalla (o Templo de las Victorias de Caracalla) es un templo pagano romano del yacimiento arqueológico de Dougga en Túnez, construido en honor del emperador Caracalla, durante el reinado de él mismo (198-211), probablemente durante principio del siglo III. Pertenece a uno de los 28 templos que se sabe que había en Dougga. Construido sobre un terreno en pendiente, hizo falta importantes trabajos para su construcción. Se encuentra al lado de la Casa de Venus. Se encuentra sobre un podio y sus dimensiones son de 41,5 x 14,20 metros. El acceso se realizaba por una puerta lateral por medio de tres escalones que dan a una gran sala enlosada, enfrentada al norte por otra sala rectangular con un pórtico, donde se accede por una escalera monumental.
Este templo manifiesta el deseo de construir un edificio diferente a otros ya existentes en el lugar, obligado también por la topografía del terreno. Se sabe de las circunstancias de su construcción a través de la dedicación con la precisión de la fecha del año 214, que consagra el templo a la diosa de la Victoria, informando de las campañas del emperador, y para la salvación de Caracalla y su madre Julia Domna. El texto recoge los proyectos militares del hijo de Septimio Severo y su celebración, como también relata que la construcción del templo, por un valor de 100.000 sestercios, se ordenó en el testamento de una dama llamada Dougga Gabinia Hermione, con la voluntad que sus herederos asumieran el gasto de un banquete anual en el aniversario de la dedicación del templo.